# Favia rosaria
Favia rosaria är en korallart som beskrevs av Veron 2002. Favia rosaria ingår i släktet Favia och familjen Faviidae. IUCN kategoriserar arten globalt som sårbar. Inga underarter finns listade i Catalogue of Life.